# Liga Mundial de Polo Aquático Masculino de 2004
A Liga Mundial de Polo Aquático Masculino de 2004 foi a terceira edição da Liga Mundial, organizado pela FINA. A Super Final aconteceu em Long Beach, Estados Unidos, com a vitória da Seleção Húngara de Polo Aquático.